# Acubilitoho
Acubilitoho (Asubilitoho) ist ein osttimoresischer Suco im Verwaltungsamt Lequidoe (Gemeinde Aileu).

## Geographie
Acubilitoho liegt im Westen des Verwaltungsamts Lequidoe. Östlich liegt der Suco Bereleu, südlich der Suco Betulau, westlich der Suco Manucassa, nordwestlich die Sucos Namolesso und Fahisoi. Im Nordosten grenzt Acubilitoho an das Verwaltungsamt Remexio mit seinem Suco Hautoho. Die Grenze zu Hautoho wird vom Fluss Coioiai gebildet. Die Südgrenze entlang fließt der Manufonihun, der später Manufonibun heißt. An der Ostgrenze entspringt der Pahikele. Alle drei Flüsse gehören zum System des Nördlichen Laclós. Der Suco teilt sich in die drei Aldeias Acumata, Biiloco und Hautoho.
Vor der Gebietsreform 2015 hatte Acubilitoho eine Fläche von 12,66 km². Der Westen und Norden der Aldeia Biiloco gehörte zuvor zum Suco Namolesso, dafür wurde aus einem Territorium nördlich des Manufonihun die Aldeia Lebutun des Sucos Betulau. Nun hat Acubilitoho eine Fläche von 15,80 km².
Im Norden liegt der Ort Urbadan (Urupadan), im Osten Acumata (Acu-Mata, Asu Mata, Asumata) im Zentrum Hautbititalau und im Süden, am Ufer des Manufonihun, das Dorf Biloco (Biloko).
Die Straße durch Urbadan ist besser ausgebaut und führt nach Westen nach Namolesso und nach Osten nach Lebumetan in Bereleu. Von ihr zweigen drei kleinere Straßen nach Süden ab, die Acumata, Hautbititalau und Biloco und Builoko (Bui-loko) mit der Außenwelt verbinden. Grundschulen gibt es in Urbadan und Biloco.

## Einwohner
Im Suco leben 1.295 Einwohner (2015), davon sind 725 Männer und 570 Frauen. Im Suco gibt es 214 Haushalte. Über 96 % der Einwohner geben Mambai als ihre Muttersprache an. Etwa 3,5 % sprechen Tetum Prasa und eine kleine Minderheit Atauro.

## Politik

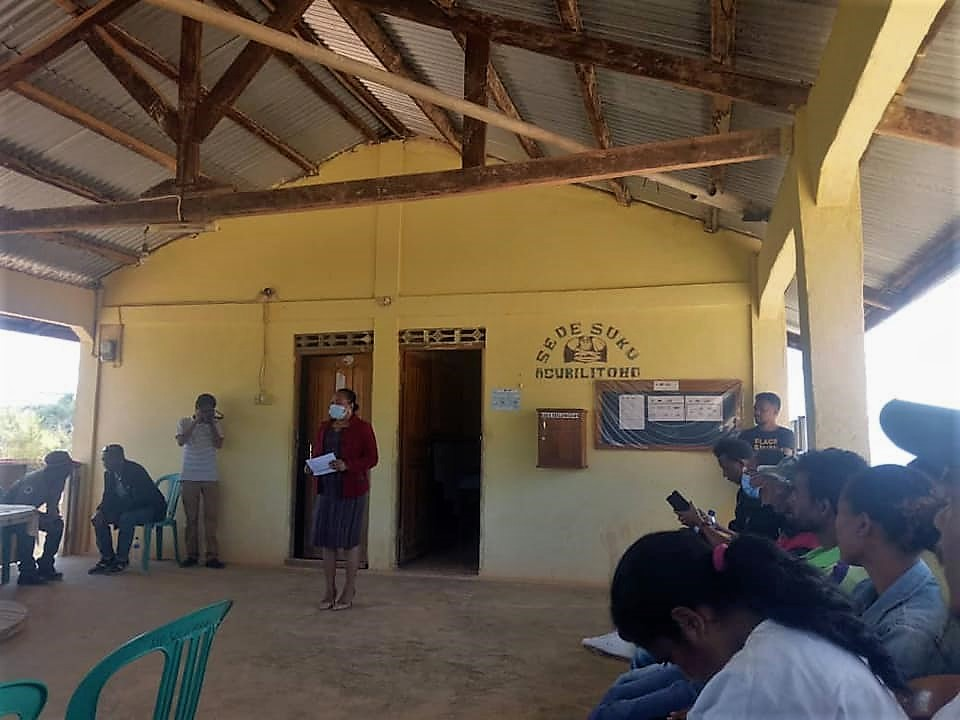
Versammlung im Sitz des Sucos

Bei den Wahlen von 2004/2005 wurde Moises de Jesus Soares zum Chefe de Suco gewählt und 2009 in seinem Amt bestätigt. Die Wahlen 2016 gewann Marito de Jesus.